# گوردون موری تی.۵۰
جی‌ام‌ای تی. ۵۰ یا گوردون موری اتوموتیو تایپ ۵۰ (به انگلیسی: Gordon Murray Automotive Type 50) یک خودروی اسپورت است که توسط شرکت خودروسازی گوردون موری ساخته شده‌است. تی. ۵۰ که توسط گوردون موری طراحی شده و از مک‌لارن اف۱ الهام گرفته شده‌است، مجهز به موتور ۳٬۹۹۴ سانتی‌متر مکعب (۴٫۰ لیتر) سفارشی کاملاً جدید است که موتور وی۱۲ تنفس طبیعی توسط کازوورث ساخته شده‌است، نیرو می‌گیرد. توان موتور ۶۶۳ اسب بخار متری (۴۸۸ کیلووات؛ ۶۵۴ اسب بخار) رتبه‌بندی شده‌است در ۱۱۵۰۰ دور در دقیقه با بیشینه گشتاور ۴۶۷ نیوتن متر (۳۴۴ پوند نیرو-فوت) در ۹۰۰۰ دور در دقیقه است.
رقبای اصلی جی‌ام‌ای تی. ۵۰ استون مارتین والکری و مرسدس-آام‌گ وان هستند. تی. ۵۰ به وزن محدود ۹۸۶ کیلوگرم (۲٬۱۷۴ پوند) دست می‌یابد، جایگزین اکثریت قریب به اتفاق خودروهای کلاس خود، با وی۱۲ تنفس طبیعی با وزن ۱۷۸ کیلوگرم (۳۹۲ پوند) به تنهایی و شاسی حداقل ۳۰ کیلوگرم (۶۶ پوند) سبک‌تر از مک‌لارن اف۱ باشد. در نتیجه، تی. ۵۰ دارای یکی از بالاترین نسبت توان به وزن در بین کلاس خود با ۶۷۲ اسب بخار (۵۰۱ کیلووات) است. در هر تن، در حالی که موتور آن به خروجی خاص ۱۲۲٫۱ کیلووات (۱۶۳٫۷ اسب بخار؛ ۱۶۶ اسب بخار متری) در هر لیتر می‌رسد.

## آیرودینامیک

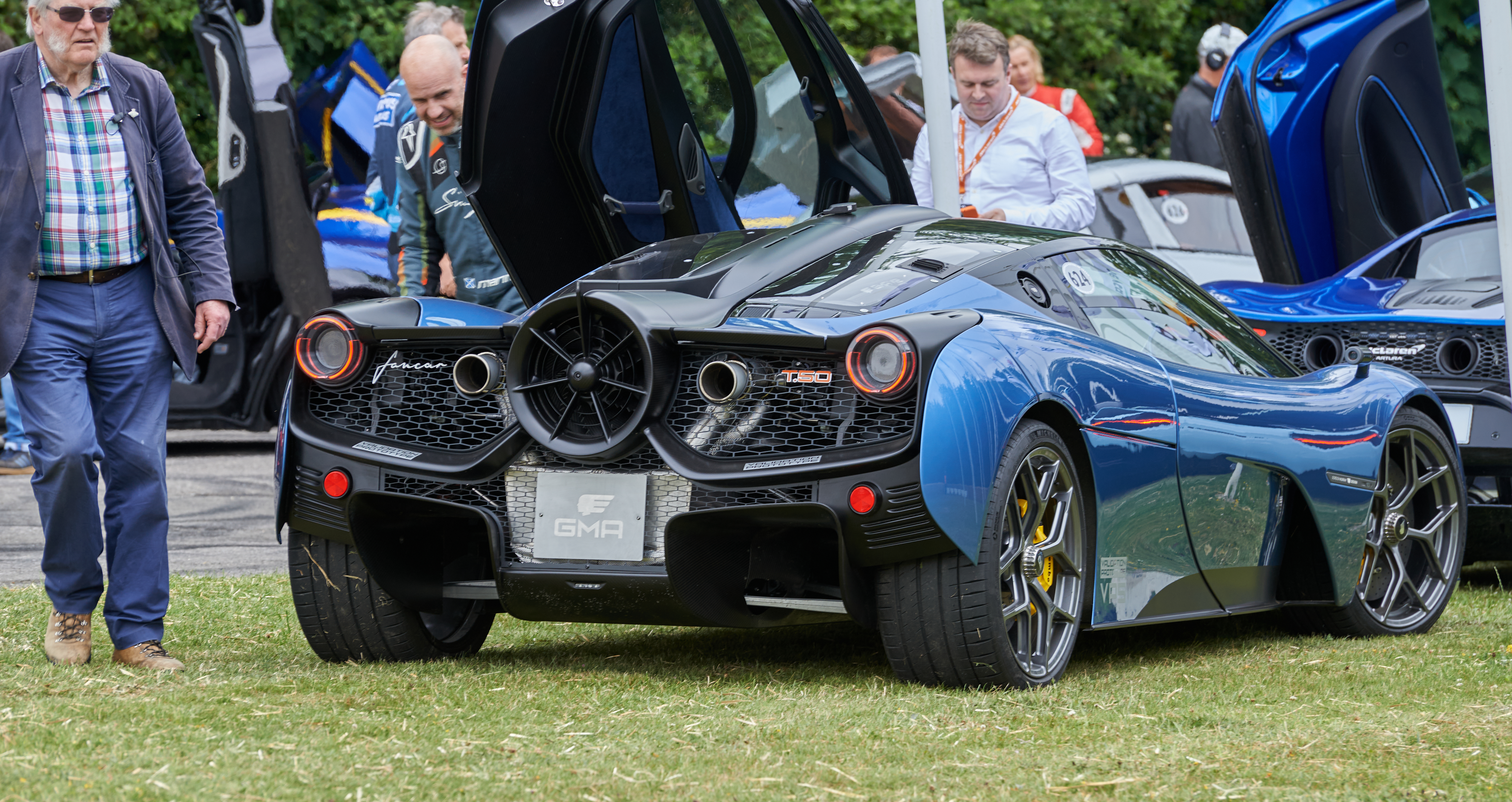
نمای پشت

یکی از ویژگی‌های متمایز جی‌ام‌ای تی. ۵۰، فن آیرودینامیک ۸٫۵ کیلوواتی ۴۰ سانتی‌متری است که در قسمت پشت خودرو تعبیه شده‌است که توسط یک موتور الکتریکی ۴۸ ولتی تغذیه می‌شود. این خودرو با الهام از خودروی فرمول یک برابهام BT46B، برای بهبود چشمگیر جلوه زمین تی. ۵۰ ساخته شده‌است. از آنجایی که تی. ۵۰ از دیفیوزرهای عقب زاویه دار بسیار تهاجمی و شیب دار استفاده می‌کند، این به نوبه خود باعث ایجاد هوای متلاطم یا نیمه ایست قابل توجهی می‌شود که وقتی تی. ۵۰ فن خود را غیرفعال می‌کند، از روی دیفیوزر عبور می‌کند. با استفاده از فن آیرودینامیکی یکپارچه، تی. ۵۰ می‌تواند هوای زیر خودرو را با زاویه ۹۰ درجه مکش کند و افزایش قابل توجهی در نیروی رو به پایین کلی ایجاد کند، زیرا جریان آرامی از هوا را از روی دیفیوزر پشتی عبور می‌دهد، بنابراین، ایجاد یک‌هوا در زیر خودرو می‌کند. سطح مکش بیشتر در پشت سر هم با اثر ونتوری، در زیر خودرو، جلوتر از دیفیوزرهای شیب دار عقب ایجاد می‌شود. این به تی. ۵۰ اجازه می‌دهد تا لایه مرزی و گرداب‌های متلاطم زیر خودرو را کنترل کند و به‌طور قابل توجهی نیروی رو به پایین را بهبود بخشد. در نتیجه طراحی آیرودینامیک به کمک فن تی. ۵۰، نیاز به هر بسته آیرودینامیکی در جلو یا عقب تی. ۵۰، مانند اسپلیتر، بال یا طراحی آئرودینامیکی تهاجمی در ایجاد نیروی رو به پایین بیشتر بی تأثیر تلقی می‌شود. و بنابراین ناچیز در نظر گرفته می‌شوند و اجازه می‌دهند فرمی آزاد و طراحی بیرونی روان داشته باشند. با این حال، تی. ۵۰ از اسپویلرهای آئرو فعال استفاده می‌کند که با فن آیرودینامیک کار می‌کنند. عملکرد هوا و فن فعال خودرو به حالت انتخابی راننده بستگی دارد که در شش ایستگاه از پیش تنظیم شده در کابین خلبان خودرو ارائه شده‌است. طراحی هوا به کمک فن، امکان افزایش ۳۰ درصدی نیروی رو به پایین را در صورت انتخاب حالت «نیروی رو به پایین بالا» فراهم می‌کند و هوا را از طریق کانال‌های هوا عمود بر جریان هوا در زیر خودرو هدایت می‌کند و اثر مکش بالایی از زمین ایجاد می‌کند. علاوه بر این، تی. ۵۰ تحت ترمز ۱۰۰٪ نیروی رو به پایین اضافی را با گسترش اسپویلرهای فعال تا زاویه حمله ۴۵ درجه و استفاده از مجاری دیفیوزر فراهم می‌کند. تی. ۵۰ همچنین می‌تواند با انتخاب پیش‌تنظیم‌های حالت تخصصی حالت‌های «streamline» و «Vmax» به کاهش درگ دست یابد که به کاهش ۱۲٫۵ درصدی درگ کلی اجازه می‌دهد.

## مقایسه با مک‌لارن اف۱
این خودرو به دلیل شباهت‌های بی شمارش به مک‌لارن اف۱ که بین سال‌های ۱۹۹۲ و ۱۹۹۸ تولید شد و گوردون موری آن را مفهومی و مشترک طراحی کرد، مورد توجه قرار گرفته‌است. گوردون موری اتوموتیو تی. ۵۰ را «جانشین معنوی مک‌لارن اف۱» ساخته موری توصیف کرده‌است. تی. ۵۰ ویژگی‌های آشنای اف۱ را به اشتراک می‌گذارد: موقعیت رانندگی متمرکز با دو صندلی سرنشین در کنار راننده، گیربکس شش سرعته دستی، پیشرانه وی۱۲، شیشه‌های سرنشینان بلیط، درهای بال دو وجهی و همچنین آیرودینامیک اثر زمینی به کمک فن.
تی. ۵۰ بسیاری از نارسایی‌های طراحی و مهندسی ابرخودروهای دهه ۹۰ را برطرف می‌کند، بسیاری از آن‌ها ناشی از شیوه‌های طراحی دوره‌ای و محدودیت‌های زمانی و بودجه‌ای است که توسط مک لارن اعمال می‌شود. همان‌طور که موری ثبت کرده‌است: «ستون فقرات بیش از حد ۵۰ میلی‌متر پهن است، چراغ‌های جلو مانند کرم‌های درخشنده در شیشه هستند، تهویه هوا ناامید بود، ترمزها صدای جیر می‌کشند، کلاچ باید هر ۵۰۰۰ مایل تنظیم شود، کیسه مخزن سوخت هر پنج سال یکبار تعویض می‌شود، چمدان‌ها را بارگیری می‌کند. کمدها دردناک بود. همه اینها در سرم گیر کرده بود»

## تولید
جی‌ام‌ای قصد دارد ۱۰۰ خودروی مشتری را در سایت تولید ساری (انگلستان) بسازد. هر خودرو قبل از مالیات محلی ۲٫۳۶ میلیون پوند قیمت داشت و تمام ۱۰۰ دستگاه مشخصات جاده ای برنامه‌ریزی شده در عرض ۳۸ ساعت پس از نمایش جهانی آن فروخته شد. از اوت ۲۰۲۰، ۱۳ نمونه اولیه جی‌ام‌ای تی. ۵۰ برای تصویب مقررات تصادف، دوام و آلایندگی وجود دارد.

## کارایی
جی‌ام‌ای تی. ۵۰ دارای ۶۰ مایل بر ساعت (۹۷ کیلومتر بر ساعت) است ۲٫۸ ثانیه و حداکثر سرعت ۲۱۷ مایل در ساعت

## انواع
۲۵ نوع مسابقه‌ای از این خودرو، با نام گوردون موری اتوموتیو تی. ۵۰اس Niki Lauda، هر کدام با قیمت ۳٫۱ میلیون پوند (قبل از کسر مالیات) وجود خواهد داشت. وزن خود را ۱۳۴ کیلوگرم کاهش داده و وزن خودرو را به ۸۵۲ کیلوگرم رسانده‌است. موارد اضافی شامل بال دلتا با عرض ۱۷۸۴ میلی‌متر در عقب، آئروفویل زیر بدنه، اسپلیتر جلوی جدید و دیفیوزرهای قابل تنظیم است که به خودرو ۱۵۰۰ کیلوگرم نیروی رو به پایین می‌دهد. توان موتور به بیش از ۷۰۰ اسب بخار افزایش یافته‌است، یک باله هوا به آن اضافه شده‌است که از سقف تا عقب خودرو امتداد می‌یابد و کانال‌های پخش کننده زیر بدنه کاملاً باز می‌شوند و فن به‌طور دائم در ۷۰۰۰ دور در دقیقه کار می‌کند.